# 10年先も君に恋して
『10年先も君に恋して』（じゅうねんさきもきみにこいして）は、2010年8月31日から10月5日までNHKの「ドラマ10」枠で放送された日本のテレビドラマ。主演は上戸彩。

## 概要
10年後の夫と将来夫になる現在の恋人との奇妙な三角関係を描いた、大森美香によるオリジナル・ラブストーリー。上戸彩はNHKの連続ドラマ初主演で、相手役の内野聖陽とは2004年1月期にテレビ朝日系列で放送された『エースをねらえ!』以来、約7年ぶり2度目の共演。また本作は同じく大森の脚本による『不機嫌なジーン』（フジテレビ）との共通点が多く、続編的な作品とも捉えられる物語になっている。
2011年2月21日にDVD-BOX発売。

## あらすじ
老舗出版社に勤める文芸編集者・小野沢里花は、読書家で仕事熱心だが、なぜか男運が悪い。ここ最近、里花の周辺でトレンチコート姿の怪しい男が出没して付きまとってくる。実はその男は、2020年の未来から来た将来の夫・円山博だが、「将来、自分と里花は修復不可能な状態にまで悪化する」という理由で、里花と自分の結婚を阻止するべく未来から現れたのだった。しかし、里花は現在の博と運命的な出会いを果たし、互いに惹かれあってしまう。

## キャスト
小野沢 里花（おのさわ りか）〈26〉
演 - 上戸彩
本作の主人公。入社4年目の老舗出版社の文芸編集者。日頃の仕事ぶりが認められベテラン作家の担当になるなど、仕事面では順風満帆な一方、プライベートでは生来の男運の無さが祟り、生まれてからまともな恋愛をしたことがない。本人はこれを離婚した挙句子供の親権も放棄して姿を消した両親譲りのものだと思っている。高校時代に図書室にある小説をあ行から読破したほどの読書家で、今も大量の本を所有しているがこれら全てに思い入れがあるあまりどんなに場所を取ろうとも一冊たりとも捨てられない。
円山 里花（まるやま りか）〈36〉
演 - 上戸彩
2020年の時代に生きる、10年後の里花。博の妻。編集者の仕事を辞めており、専業主婦となっている。10年後の博によると、自分との結婚生活は、当初は良かったが、徐々に溝が生まれた末、離婚の準備をしているとのこと。この物語は彼女が自分の現状に対して「こんなはずじゃなかった」と嘆くところから始まる。
円山 博（まるやま ひろし）〈40〉
演 - 内野聖陽
自分と里花との結婚を阻止すべく、2020年からタイムトラベルしてきた10年後の博。現在の博と比べ、垢抜けており、饒舌で図々しい。元の時代ではコメンテーターとして多数のテレビ番組に出演している。彼自身はタイムトラベルによって結婚が白紙となれば「里花は俺と結婚しなければ、別の幸せな人生を送れる」と考えている。
10年後の時代に存在する菱形の硬貨「千円玉」を所持している。物語後半においてはタイムパラドックス防止による「元の時代に戻った瞬間、それまでに接触した人間は全員自分に関する記憶が消え、事前に自分がタイムトラベルしてきたことを教えた者といえども、例外なく全て忘れてしまう」ということが判明する。
円山 博〈30〉
演 - 内野聖陽
現在の博。エレベーター会社に勤める研究者。シャイな理系タイプだが、ロマンチスト。世界に感動することを大事にしており、宇宙エレベーターの開発をライフワークとする。
日高 光治〈30→40〉（ひだか みつはる）
演 - 劇団ひとり
若手恋愛小説家。プライベートが仕事に大きく影響するタイプで恋愛が上手くいっていないと、極度のスランプに陥る。10年後の世界でも小説家を続けている。
蜂谷 亜美（はちや あみ）〈26〉
演 - 木南晴夏
里花の同僚で友人。里花とは反対に仕事より恋愛を優先するタイプ。
小野沢 佑太（おのさわ ゆうた）〈19〉
演 - 染谷将太
里花の弟。プロのミュージシャンを目指すフリーター。姉譲りの恋愛運のなさで恋人のマリコに振り回されている。
飯野 マリコ（いいの マリコ）〈19〉
演 - 林丹丹
佑太の恋人。
森松 隼人（もりまつ はやと）〈30〉
演 - 中山祐一朗
博の大学時代の友人で三田村研究室の研究生。
川上 哲夫（かわかみ てつお）〈45〉
演 - 渡辺いっけい
梓の夫。専業主夫をしながら妻を支える。
濱田 梓（はまだ あずさ）〈50〉
演 - 渡辺えり
里花が新しく担当になったベテラン作家だが、少々偏屈者。里花にとって学生時代からの憧れの人であり、自身の著作を読破したほどの大ファンだと初対面時に聞かされたが、特に喜ぶ事もなく彼女にも厳しく当たる。
青山 比沙子（あおやま ひさこ）〈45〉
演 - 高島礼子
里花が勤める出版社の文芸部・副部長。里花の理解者で良き相談相手。
三田村 幸助（みたむら こうすけ）〈63〉
演 - 藤竜也
博の大学時代の恩師。未来から来た博を一目見てタイムトラベルして来たと見抜く。実は現在時点で既に物質を別の時代にタイムトラベルさせる技術を開発しており、肉眼では見えない素粒子を時代の指定はできないものの別の時代に送ることは可能であるが、10年後の時点でこの技術が完成していることを博がタイムトラベルして来たことで喜ぶ。そして、彼のために協力すると決意し、色々と手を尽くす。

## スタッフ
- 脚本 - 大森美香
- 演出 - 片岡敬司、土井祥平
- 音楽 - 河野伸
- 挿入歌 - Crystal Kay「Time of Love」（最終回のみエンディングテーマ）
- エンディングテーマ - Crystal Kay「Cannonball」（第1回 - 第5回）
- 制作統括 - 高橋練
- 制作 - 釜坂治幸・吉田浩樹
- 撮影協力 - 宇宙エレベーター協会、ガリレオ工房、日本大学、墨田区観光協会
- 制作・著作 - NHK

## 放送日程
| 各回                                                      | 放送日   | サブタイトル   | 演出     | 視聴率 |
| --------------------------------------------------------- | -------- | -------------- | -------- | ------ |
| 第1回                                                     | 8月31日  | 未来からの恋人 | 片岡敬司 | 8.1%   |
| 第2回                                                     | 9月07日  | 運命の恋なんて | 片岡敬司 | 7.5%   |
| 第3回                                                     | 9月14日  | 恋の骨折り損   | 片岡敬司 | 7.0%   |
| 第4回                                                     | 9月21日  | 恋の犠牲者?    | 片岡敬司 | 5.3%   |
| 第5回                                                     | 9月28日  | 愛のから騒ぎ   | 土井祥平 | 4.6%   |
| 最終回                                                    | 10月05日 | 君のいる未来へ | 片岡敬司 | 6.4%   |
| 平均視聴率 6.5%（視聴率は関東地区・ビデオリサーチ社調べ） |          |                |          |        |

- 第1回は5分拡大の22:48まで。
- 第4回は『ニュースウオッチ9』が延長されたため、15分遅延の22:15開始。
- 第5回は3分拡大の22:46まで。
- 最終回は5分拡大の22:48まで。
- 全回が3週に分けて週末深夜に再放送された。第1回は週末夕方にも再放送があった。